# Loewia foeda
Loewia foeda là một loài ruồi trong họ Tachinidae.